# Tropidozineus complanatus
Tropidozineus complanatus là một loài bọ cánh cứng trong họ Cerambycidae.